# Andrew Mondshein
Andrew Mondshein (28 février 1957-) est un monteur américain, avec une quarantaine de crédits de film.

## Biographie
Andrew Steven Mondshein grandit sur la côte Est des États-Unis, et reçoit son diplôme de baccalauréat de l'université de Floride. Ses premiers films sont comme rédacteur en chef adjoint sur deux films réalisés par Sidney Lumet en 1982, Piège mortel et Le Verdict. Il continue en montant cinq autres films de Lumet entre 1984 et 1992. Andrew Mondshein est parmi les premiers monteurs de films à adopter des techniques électroniques, sur le film Les Coulisses du pouvoir (1986) notamment.
Andrew Mondshein a une collaboration notable de sept films avec le réalisateur suédois Lasse Hallström.
Andrew Mondshein est pendant un certain temps élu à l'American Cinema Editors.

## Filmographie

### Cinéma
- 1984 : À la recherche de Garbo (Garbo Talks) de Sidney Lumet
- 1985 : Recherche Susan désespérément (Desperately Seeking Susan) de Susan Seidelman
- 1986 : Les coulisses du pouvoir (Power) de Sidney Lumet
- 1987 : Et la femme créa l'homme parfait (Making Mr. Right) de Susan Seidelman
- 1988 : À bout de course (Running on Empty) de Sidney Lumet
- 1989 : Cookie de Susan Seidelman
- 1989 : Family Business de Sidney Lumet
- 1991 : Ce cher intrus (Once Around) de Lasse Hallström
- 1992 : Une étrangère parmi nous (A Stranger Among Us) de Sidney Lumet
- 1993 : Gilbert Grape (What's Eating Gilbert Grape) de Lasse Hallström
- 1994 : Jason's Lyric de Doug McHenry
- 1995 : Extravagances (To Wong Foo Thanks for Everything, Julie Newmar) de Beeban Kidron
- 1997 : Au cœur de la tourmente de Beeban Kidron
- 1998 : Éveil à la vie (Wide Awake) de M. Night Shyamalan
- 1998 : Loin du paradis de Todd Haynes
- 1999 : Sixième sens (The Sixth Sense) de M. Night Shyamalan
- 2000 : Les Âmes perdues (Lost Souls) de Janusz Kamiński
- 2000 : Le Chocolat (Chocolat) de Lasse Hallström
- 2001 : Terre Neuve (The Shipping News) de Lasse Hallström
- 2002 : Mafia Blues 2 : La Rechute (Analyze That) de Harold Ramis
- 2005 : Une vie inachevée (An Unfinished Life) de Lasse Hallström
- 2005 : Casanova de Lasse Hallström
- 2006 : Faussaire (The Hoax) de Lasse Hallström
- 2007 : Festin d'amour (Feast of Love) de Robert Benton
- 2008 : Flow: For Love of Water (documentaire) d'Irena Salina
- 2009 : Âmes en stock (Cold Souls) de Sophie Barthes
- 2009 : Everybody's Fine de Kirk Jones
- 2009 : Red Light, Green Card (court métrage) de Spencer Mondshein
- 2010 : Remember Me d'Allen Coulter
- 2011 : Our Idiot Brother de Jesse Peretz
- 2012 : La Drôle de vie de Timothy Green (The Odd Life of Timothy Green) de Peter Hedges
- 2013 : Un havre de paix (Safe Haven) de Lasse Hallström
- 2013 : Penthouse North de Joseph Ruben
- 2014 : Les Recettes du bonheur (The Hundred-Foot Journey) de Lasse Hallström
- 2015 : Une histoire d'amour et de ténèbres (A Tale of Love and Darkness) de Natalie Portman
- 2015 : Free Love (Freeheld) de Peter Sollett
- 2017 : La Momie d'Alex Kurtzman
- 2017 : Barry Seal: American Traffic de Doug Liman
- 2020 : Le Blues de Ma Rainey (Ma Rainey's Black Bottom) de George C. Wolfe
- 2021 : Chaos Walking de Doug Liman
- 2022 : Eaux profondes (Deep Water) d'Adrian Lyne
- 2023 : Rustin de George C. Wolfe

### Télévision
- 1991 : Women & Men 2: In Love There Are No Rules (téléfilm) de Walter Bernstein, Mike Figgis et Kristi Zea
- 1995 : Pieds nus dans la jungle des studios (The Barefoot Executive) (téléfilm) de Susan Seidelman
- 1997 : Dellaventura (série télévisée) (épisodes "Clean Slate" et "Joe Fallon's Daughter")

## Récompenses et nominations
- Satellite Awards 2000 : Satellite Award du meilleur montage pour Sixième Sens
- American Cinema Editors 2000 : nommé au Eddie Award du meilleur montage d'un film dramatique pour Sixième Sens
- British Academy Film Awards 2000 : nommé au British Academy Film Award du meilleur montage pour Sixième Sens
- Oscars du cinéma 2000 : nommé à l'Oscar du meilleur montage pour Sixième Sens
- American Cinema Editors 2001 : nommé au Eddie Award du meilleur montage d'un film comique ou musical pour Le Chocolat